# Paranatinga
Paranatinga là một đô thị thuộc bang Mato Grosso, Brasil. Đô thị này có diện tích 24177,568 km², dân số năm 2007 là 20074 người, mật độ 0,83 người/km².